# Wz. 1996迷你鈹式卡賓槍
Kbk wz. 1996 Mini-Beryl（波蘭語：Beryl，意為：铍，又稱：綠寶石，簡稱：迷你鈹）是一款由波兰位於拉多姆的槍械製造商阿切爾武器工廠（現稱：Fabryka Broni Łucznik）所設計和生產的緊湊型突击步枪（卡賓槍），亦是與它並行發展的Kbk wz. 1996「鈹」的卡賓槍版本，發射5.56×45毫米北約口徑步枪子弹。
該卡賓槍是用以取代波蘭武裝部隊所使用的5.45×39毫米苏联口徑Skbk wz. 1989「縞瑪瑙」卡賓槍。

## 研發歷史
1995年，阿切爾武器工廠已經開始其適於使用5.56×45毫米北約口徑步枪子弹的新型制式步槍的研發工作（包括標準型和卡賓槍衍生型）；但事實上自1991年以來，阿切爾武器工廠已經在生產一款能夠正常操作的5.56毫米步槍和卡賓槍衍生型，並且命名為Wz. 1991（一款更改口徑的Kbk wz. 1988「鉭」式步槍）。1997年，武器與其標準型一樣通過了評估並且投入服役，命名為5,56 mm karabinek krotki wz. 1996（意為：1996年型號短卡賓槍）。
除了波蘭，80枝Wz. 1996A「鈹」式步槍和10枝Wz. 1996A迷你「鈹」式卡賓槍被立陶宛所使用。直到2002年、2003年他們是一支特種大隊SOJ Aitvaras在阿富汗活動的裝備。

## 設計細節
迷你「鈹」式卡賓槍的設計佈局和操作的系統可說是Skbk wz. 1989「縞瑪瑙」卡賓槍與Kbs wz. 1996「鈹式」步槍所結合的版本，而主要的差異，主要是由於使用不同的彈種所造成，包括以下多個部分：槍管、槍管耳軸、上下護木、膛口裝置和彈匣。當使用適配器，它還可以使用M16北約制式的彈匣。武器的操作方法、轉拴式槍栓閉鎖機構和彈藥的那些與Wz. 1996「鈹」式制式步槍相同。
長度為235毫米的槍管，具有六條右旋膛線和228毫米（1：9）的膛線纏距，可讓該槍管槍管在最佳性能以下發射M193和SS109兩種步槍彈藥，也就是說是在兩彈之間的一個比較好的妥協。槍管的外部輪廓（從後膛到準星基座）幾乎與「縞瑪瑙」卡賓槍的槍管相同，只是稍為延長，以適應修改後的導氣箍。
從外觀方面而言，其槍口裝置類似於Wz. 1989縞瑪瑙卡賓槍的槍口附件的外表，具有層次更深入的螺紋，用以把消焰器擰入導氣箍（它具有位置較低的容積減壓艙）。其補償器為槍口裝置的槍口方向的末端以相對於彼此成90°角以下成對排列的兩個排氣孔。槍口附件也可以用以發射22毫米槍榴彈，有效射程可達150米。
為迷你「鈹」式卡賓槍研發的彈匣相比起「鈹」式步槍的標準型彈匣要短和容量相應的有所縮小（為20發），但也可以使用原為「鈹」式步槍的標準型彈匣。新型彈匣都是由半透明聚合物模制成型體，使得射手可以直觀監測彈藥的水平從而得知剩餘彈數，而且不可與Wz. 89縞瑪瑙卡賓槍的彈匣互換使用。
與Wz. 1989縞瑪瑙卡賓槍不同的是，其照門座在其以上沿著它表面具有切口式設計，用以安裝各種光学瞄准镜或MIL-STD-1913戰術導軌的適配器（其實還有波蘭自製瞄準具的專用接口導軌和韋弗式導軌兩種版本）。一些迷你「鈹」式卡賓槍的衍生型還可提供MIL-STD-1913戰術導軌而非標準照門；內置在導軌以上的一條簡單的輔助照門。標準型表尺和前方照門都設有熒光點，以協助在光線不足的條件以下瞄準。
武器的導氣箍比Wz. 1989縞瑪瑙卡賓槍的有所延長，它具有內置螺紋用以令槍口裝置到位。
迷你「鈹」式卡賓槍具有雙支桿式槍托，可向機匣的右手側折疊；而且其槍托底板覆蓋有橡膠製緩衝墊。槍托、手槍握把和護木都是高度耐撞的黑色塑料所製造。其護木更是為該卡賓槍而專門研發，標準型下護木具有成角度的肋狀花紋旨在增強受支撐手的手握感；一些迷你「鈹」式卡賓槍的護木還配備了短皮卡汀尼導軌和整體式垂直前握把。
迷你「鈹」式卡賓槍使用了與Wz. 1989縞瑪瑙卡賓槍的完全相同的槍機機框和活塞連桿、燃氣缸、上護木和瞄準系統；類似地，亦使用了與Wz. 1996「鈹」式步槍的完全相同的機匣外殼、防塵蓋、扳機組件和大容量彈匣。
迷你「鈹」式卡賓槍使用與「鈹」式步槍相同的瞄準系統，並非一般AK及其衍生型的機匣左側華沙條約導軌，而是在照門座的兩側加上兩條切口用於固定POPC瞄準具導軌座以安裝以下光學瞄準具：PCS-6被動式夜視瞄準鏡、CK-3反射光學準直式瞄準鏡（紅點瞄準鏡）、LKA-4望遠式光學瞄準鏡和CWL-1內置激光測距儀式光学瞄准镜。
迷你「鈹」式卡賓槍與「鈹」式步槍一樣發射5.56×45毫米北約口徑步枪彈藥，當中包括鋼芯式標準彈、曳光彈和訓練型塊狀彈，這些彈種都是由斯卡日斯科-卡緬納鎮Zakłady Metalowe Mesko工廠生產。
隨卡賓槍標準配置包括：三個備用彈匣（包括一個20發的短彈匣）、四條15發彈夾條、彈夾條聯結器、清潔套件、潤滑油瓶、清潔棒（兩件式，存放在清潔套件小袋）、槍背帶和彈匣及附件袋。該卡賓槍還配備了接口系統（用以安裝光學瞄準鏡）、在下護木固定兩條側面導軌（用以安裝戰術附件和照明裝置）、垂直前握把和空包彈助退器。

## 使用國
- 立陶宛：2000年5月由波蘭捐贈的約10枝Wz. 1996A迷你「鈹」式卡賓槍被特種部隊和偵察單位所使用。[2]
- 奈及利亞：10枝Wz. 1996C型接受測試。[3]
- 波蘭：大約7,500枝Wz. 1996B、Wz. 1996C的衍生型。[4]

## 資料來源
1. ↑  （波兰語）—Remigiusz Wilk (REMOV), G36K/KV dla Litwy in: Raport WTO Nr.12/2007, p. 62
2. ↑  . altair.com.pl.   [2016-02-22]. （原始内容存档于2020-10-11）.
3. ↑  .   [2016-02-22]. （原始内容存档于2020-11-11）.
4. ↑  . altair.com.pl.   [2016-02-22]. （原始内容存档于2020-11-11）.

## 外部連結
- （英文）—Fabryka Broni "Łucznik" Radom home page （页面存档备份，存于）
- （英文）—Modern Firearms—Wz.96 Beryl and Mini-Beryl assault rifle （页面存档备份，存于）
- （英文）—The Firearm Blog.com—Polish Army Orders 26,000 Beryls & Mini Beryls （页面存档备份，存于）
- （简体中文）—D boy Gun World（槍炮世界）—Beryl系列步枪 （页面存档备份，存于）